# حسین مالکی
حسین مالکی (زادهٔ ۶ آوریل ۱۹۹۰) یک بازیکن فوتبال اهل ایران استکه در پست هافبک برای باشگاه فوتبال شهرداری نوشهر بازی می‌کند. او سابقه عضویت در باشگاه فولاد خوزستان را نیز در کارنامه خود دارد.